# Ernest Victor Tweedy
Ernest Victor Tweedy (Minmi, 6 dicembre 1901 – Melbourne, 27 settembre 1965) è stato un arcivescovo cattolico australiano.

## Biografia
Si formò nel seminario di Saint Columba di Springwood e presso il collegio di Propaganda Fide di Roma, dove fu ordinato prete.
Dopo la laurea in teologia rientrò nella sua diocesi di origine, Maitland.
Nel 1942 fu eletto arcivescovo di Hobart: nel 1944 vi fondò la congregazione delle Missionarie del Servizio.
Lasciò la guida della Chiesa di Hobart nel 1955 e fu trasferito alla sede titolare di Assura.
Morì a Melbourne nel 1965.

## Genealogia episcopale
La genealogia episcopale è:
- Cardinale Scipione Rebiba
- Cardinale Giulio Antonio Santori
- Cardinale Girolamo Bernerio, O.P.
- Arcivescovo Galeazzo Sanvitale
- Cardinale Ludovico Ludovisi
- Cardinale Luigi Caetani
- Cardinale Ulderico Carpegna
- Cardinale Paluzzo Paluzzi Altieri degli Albertoni
- Papa Benedetto XIII
- Papa Benedetto XIV
- Papa Clemente XIII
- Cardinale Marcantonio Colonna
- Cardinale Giacinto Sigismondo Gerdil, B.
- Cardinale Giulio Maria della Somaglia
- Cardinale Carlo Odescalchi, S.I.
- Cardinale Costantino Patrizi Naro
- Cardinale Serafino Vannutelli
- Cardinale Domenico Serafini, Cong. Subl. O.S.B.
- Cardinale Pietro Fumasoni Biondi
- Cardinale Giovanni Panico
- Arcivescovo Ernest Victor Tweedy